# برج چاشم
برج چاشم مربوط به سده‌های میانه دوران‌های تاریخی پس از اسلام است و در شهرستان مهدیشهر، دهستان چاشم، روستای چاشم، خیابان اصلی، محله امیراحمدی محله واقع شده و این اثر در تاریخ ۱۸ اسفند ۱۳۸۷ با شمارهٔ ثبت ۲۵۱۰۶ به‌عنوان یکی از آثار ملی ایران به ثبت رسیده است.